# Fernando Ayala González
Luis Fernando Ayala González (12 de noviembre de 1952) es un diplomático, economista y académico chileno. Se ha desempeñado como Secretario en la Embajada de Chile en Seúl (Corea del Sur); Cónsul en Estocolmo (Suecia) y Chicago (Estados Unidos); Cónsul General en Milán (Italia); Embajador en Vietnam, Portugal, Trinidad y Tobago e Italia. Entre marzo y septiembre de 2022 se desempeñó como subsecretario de Defensa, bajo el gobierno del presidente Gabriel Boric.Actualmente es profesor adjunto del Instituto de Ciencia Política de la Universidad Católica de Chile.

## Biografía
Fernando Ayala alcanzó a estudiar un año Historia en la Universidad de Chile, hasta el golpe de Estado de 1973. En 1980 obtuvo el título de economista en la Universidad de Zagreb, República de Croacia, ex Yugoslavia. 
Ingresó por concurso a la Academia Diplomática de Chile en 1982, donde se graduó en el Servicio Exterior.  Posteriormente obtuvo una maestría en Ciencia Política en la Pontificia Universidad Católica de Chile.
Durante su extensa carrera diplomática se desempeñó en la Embajada de Chile en Seúl, Corea de Sur; fue Cónsul en Estocolmo, Suecia y en Chicago, Estados Unidos. Posteriormente fue designado Cónsul General en Milán, Italia. En 2004 fue promovido a embajador por el presidente Ricardo Lagos y destinado a abrir la Embajada de Chile en Hanói, Vietnam. En 2006 la presidenta Michelle Bachelet lo nombró director general del Ceremonial y Protocolo, cargo que desempeñó durante tres años y medio. Posteriormente, entre 2009-12, asumió como embajador en Portugal; entre 2012-14, embajador en Trinidad y Tobago, concurrente en Guyana, Surinam, San Vicente y las Granadinas, Barbados y Grenada. Entre 2014-18, Embajador en Italia, con concurrencias en Malta y San Marino.  En sus años en la Cancillería en Santiago, trabajó en direcciones administrativas, política y económicas siendo también director de gabinete del Subsecretario de Relaciones Exteriores y posteriormente del Ministro Secretario General de Gobierno.
Renunció a su cargo de embajador en Italia el 10 de marzo de 2018 poniendo fin a 36 años de carrera diplomática al servicio de Chile.  Posteriormente trabajó dos años como consultor de FAO Roma, en temas de cooperación Sur-Sur y asuntos parlamentarios.   
Entre 2020 y 2022 fue Subdirector de Desarrollo Estratégico y Relaciones Institucionales de la Universidad de Chile, en Santiago.   
En marzo de 2022 asumió como Subsecretario de Defensa del gobierno del presidente Gabriel Boric, cargo que ocupó hasta el mes de septiembre.   
Desde 2023 se desempeña como profesor en el Instituto de Ciencia Política de la Pontificia Universidad Católica de Chile. Publica regularmente artículos de temas internacionales y nacionales en Italia (Atlante, Enciclopedia Treccani). También colabora con Wall Street International Magazine en sus ediciones en español, inglés y alemán. Así mismo lo hace en Chile con La Mirada Semanal y la publicación SurySur, que se edita en Argentina.  
Por su labor en el Servicio Exterior ha recibido condecoraciones de los gobiernos de Francia, Italia, Portugal, El Salvador, Holanda, Jordania y Lituania.